# Хамапа (муниципалитет)
Хамапа (исп. Jamapa) — муниципалитет в Мексике, штат Веракрус, расположен в регионе Сотавенто. Административный центр — город Хамапа.

## Состав
Крупнейшие населённые пункты:
| Русское название       | Испанское название     | Население |
| Всего в муниципалитете | Всего в муниципалитете | 10 376    |
| Хамапа                 | Jamapa                 | 3 748     |
| Ла-Матамба             | La Matamba             | 706       |
| Лас-Пуэртас            | Las Puertas            | 677       |
| Ла-Хавилья             | La Javilla             | 663       |
| Эль-Сакаталь           | El Zacatal             | 468       |